# Peyre (rivière)
Pour les articles homonymes, voir Peyre.
Le Peyre est une  rivière du sud de la France et un sous-affluent de la Garonne par la Louge.

## Géographie
De 10,4 km de longueur, le Peyre est une rivière qui prend sa source sur la commune du Pouy-de-Touges dans la Haute-Garonne, passe sous le canal de Saint-Martory à Gratens et se jette dans la Louge sur la commune de Peyssies en face du petit lac.

## Département et communes traversés
- Haute-Garonne : Pouy-de-Touges, Gratens, Peyssies.